# Sandro Iovino
Alessandro Iovino, a volte riportato come Jovino (Roma, 26 agosto 1939), è un doppiatore e attore italiano.

## Biografia
Di formazione teatrale, come doppiatore è noto soprattutto per aver interpretato la voce italiana di Rutger Hauer nel film Blade Runner; di Montgomery Burns nella serie animata I Simpson, di J. K. Simmons nella trilogia cinematografica di Spider Man, diretta da Sam Raimi e del personaggio di Windom Earle (Kenneth Welsh) nella serie televisiva statunitense I segreti di Twin Peaks.
Ha inoltre doppiato, fra gli altri, Al Pacino ne Lo spaventapasseri; Aleksandr Kajdanovskij in Stalker di Andrej Tarkovskij; Terence Stamp, Kurtwood Smith e Leslie Nielsen in alcune interpretazioni, e il personaggio di Ser Barristan Selmy il Valoroso, interpretato da Ian McElhinney, ne Il Trono di Spade (stagioni 1, 3 e 4).

## Teatro
- Manfred di Richard Pohl e Friedrich Wilhelm Suckow su musiche di Robert Schumann, da George Gordon Byron, regia di Mauro Bolognini (1966)[1]
- Giulio Cesare di William Shakespeare, regia di Giorgio De Lullo (1971)
- La dodicesima notte di William Shakespeare, regia di Romolo Valli e Giorgio De Lullo (1977)

## Filmografia
- Questa sera si recita a soggetto di Luigi Pirandello, regia di Paolo Giuranna - prosa televisiva trasmessa il 26 novembre 1968.
- L'alibi, regia di Adolfo Celi, Vittorio Gassman e Luciano Lucignani (1969)
- La vita di Leonardo da Vinci, regia di Renato Castellani – miniserie TV, primo episodio (1971)
- Così è se vi pare di Luigi Pirandello, regia di Giorgio De Lullo - prosa televisiva trasmessa il 13 settembre 1974.
- Una tranquilla coppia di killer, regia di Gianfranco Albano – miniserie TV, terzo episodio (1974)

## Doppiaggio

### Cinema
- F. Murray Abraham in Last Action Hero - L'ultimo grande eroe, Un uomo innocente, Uomini al passo, Sopravvivere al gioco, Viaggio al centro della Terra, Ester, Bloodmonkey - Le scimmie assassine
- Kurtwood Smith ne L'attimo fuggente, Trappola sulle Montagne Rocciose, Il momento di uccidere, Deep Impact, Caos
- Leslie Nielsen in Spia e lascia spiare, Scary Movie 3 - Una risata vi seppellirà, Scary Movie 4, Superhero - Il più dotato fra i supereroi, Horror Movie
- Terence Stamp in Superman II, Una notte per caso, Falsi paradisi - Kiss the Sky, Pianeta rosso, The Art of the Steal - L'arte del furto
- J. K. Simmons in Spider-Man, Spider-Man 2, Spider-Man 3, Burn After Reading - A prova di spia, The Words
- Rutger Hauer in Blade Runner, Wanted - Vivo o morto, Crossworlds - Dimensioni incrociate, Caccia ad Aquila 1 - Punto di collisione
- Sam Shepard in Passione ribelle, Black Hawk Down - Black Hawk abbattuto, Stealth - Arma suprema
- Malcolm McDowell in La battaglia delle aquile, Pazzi, Easy Girl
- Steven Berkoff in La primavera di Michelangelo, Beverly Hills Cop - Un piedipiatti a Beverly Hills
- Jerry Orbach in Chi protegge il testimone, Ultima fermata Brooklyn
- Ronny Cox in Immagina che, Atto di forza
- Jeffrey DeMunn ne Il miglio verde, The Mist
- Brion James in Insoliti omicidi, Impatto imminente
- Nigel Hawthorne in Demolition Man, Madeline - Il diavoletto della scuola
- James B. Sikking in Atmosfera zero, Il rapporto Pelican
- Cary-Hiroyuki Tagawa in Sol Levante, Resa dei conti a Little Tokyo
- Paul Gleason in Breakfast Club, Caccia implacabile
- Aleksandr Kajdanovskij in Stalker
- David Clennon in Missing - Scomparso, Innamorarsi
- Julian Glover in Solo per i tuoi occhi, Grido di libertà
- John Malkovich in Alive - Sopravvissuti
- Donald Sutherland in Gente comune
- Sam Anderson in Forrest Gump
- Charles Dance in Gosford Park
- Jean-Pierre Cassel ne Il ritorno dei tre moschettieri
- Richard Roundtree in Seven
- Stellan Skarsgård in No Good Deed - Inganni svelati
- James Cromwell ne L'altra sporca ultima meta
- Kevin Costner in A letto con Madonna
- Terry Bradshaw in A casa con i suoi
- Paul Freeman ne I predatori dell'arca perduta
- David Bradley ne L'esorcista - La genesi
- Ben Kingsley ne Gli ultimi sei minuti
- Geoffrey Lewis in Down in the Valley
- Robert Stack ne L'aereo più pazzo del mondo
- Nigel Bennett in The Skulls - I teschi
- David Dukes in Demoni e dei
- Joe Spinell in Rocky II
- Derek Jacobi in Underworld: Evolution
- Roy Scheider in 2010 - L'anno del contatto
- Brian Blessed in Robin Hood - Principe dei ladri (ridoppiaggio)
- Willem Dafoe in Nato il quattro luglio
- James Rebhorn in Silkwood
- Al Pacino ne Lo spaventapasseri
- James Fox in Un principe tutto mio
- Edward Fox ne Il giorno dello sciacallo
- Greg Gerard in Parenti, amici e tanti guai
- Bruce Dern in Oltre il limite
- Charles McKeown in Brazil
- Michael Gross in Tremors
- Brian Cox in Sin
- John Crye in Crime Party
- Rick Snyder in The Net - Intrappolata nella Rete
- Zach Grenier in Pulse
- Héctor Elizondo in American Gigolò
- Alun Armstrong in Oliver Twist
- Matt Clark in Brubaker
- Peter Boyle in Malcolm X
- Peter Donat in Sindrome cinese
- Red Buttons ne L'avventura del Poseidon
- Ty Hardin in Acquasanta Joe
- Harris Yulin in Il prezzo della libertà
- John Cleese in Duca si nasce!
- Chris Penn in Scomodi omicidi
- James Remar ne I guerrieri della notte
- Corbin Bernsen in Prova schiacciante
- Bernard Hill in Gothika
- Marshall Bell in Starship Troopers - Fanteria dello spazio
- Ed Lauter in Starship Troopers 2 - Eroi della federazione
- John Getz in Zodiac
- John M. Jackson in Delitti inquietanti
- Jon Lovitz ne La rapina
- Vincent Schiavelli in Tre piccole pesti
- Philip Bosco in Abandon - Misteriosi omicidi
- David McIlwraith ne L'uomo senza ombra 2
- Ron Vawter in Philadelphia
- Richard Chamberlain ne L'inferno di cristallo
- John Diehl in Stargate
- Jim Curley in Nel centro del mirino
- Chelcie Ross ne L'ultimo boy scout
- Keith Buckley in Excalibur
- Rock Hudson in Assassinio allo specchio
- Bryan Brown in F/X - Effetto mortale
- Ian Richardson ne L'anno della cometa
- Henry Strozier in Thirteen Days
- Stuart Wilson ne L'età dell'innocenza
- Bill Young in Japanese Story
- Anthony Heald in 8mm - Delitto a luci rosse
- Rip Torn in Due candidati per una poltrona
- Howard Hesseman in A proposito di Schmidt
- Nathaniel DeVeaux in The Butterfly Effect
- Fred Willard in American Trip - Il primo viaggio non si scorda mai
- Billy Dee Williams in I falchi della notte
- Nicol Williamson ne L'esorcista III
- Denis Rafter in Second Name
- Larry John Meyers in La metà oscura
- Thom Mathews in Venerdì 13 parte VI - Jason vive
- Jerzy Kosinski in Reds
- Sam Elliott in The contender
- Dan Hedaya in Una vita esagerata
- Matthew Walker in One Last Dance
- Paul Jerricho ne La ragazza di Rio
- Chaim Topol in Flash Gordon
- C.V. Wood Jr. in Nati con la camicia
- Philip Chan in Double Impact - Vendetta finale
- Laurent Spielvogel in Bloody Mallory
- Ernst Jacobi in Germania pallida madre
- Erick Desmarestz in Les choristes - I ragazzi del coro
- Simón Arriaga ne Le tombe dei resuscitati ciechi
- Kenji Sahara ne Il figlio di Godzilla
- Hiroshi Ishikawa in Godzilla contro i giganti
- George McDaniel in Olé
- Tracey Walter in Matilda 6 mitica
- Tony Scarf in Delitto sull'autostrada
- Harold Bergman in Nati con la camicia
- William Armstrong in 7 Seconds
- Jean Reno in Dream Team
- Geoffrey Beevers in Miss Potter
- Sean McGinley in Michael Collins
- Jeroen Krabbé ne Il fuggitivo
- Billy Garrigues in Cane e gatto
- Christopher Guest ne La storia fantastica
- Voro Tarazona in Merry Christmas
- Tony Amendola ne La maschera di Zorro
- Jerry Hardin ne Il socio
- Kevin Chamberlin in Fuga dal Natale
- Steve Kahan in Ipotesi di complotto
- Nick Tate in Killer Elite
- Jochen Nickel in Schindler's List - La lista di Schindler
- Hugh Ross in Dorian Gray
- Jessie Lawrence Ferguson in Darkman
- Marino Masè ne La dama rossa uccide sette volte
- Philippe Morier-Genoud ne La signora della porta accanto
- William Harrigan ne L'uomo invisibile
- Alberto Farnese in Assassinio sul Tevere
- George Roubicek in Guerre stellari

#### Film d'animazione
- Ispettore Zenigata in Lupin III - Il mistero delle carte di Hemingway
- Re Dagoberto in Pollicina
- Duca Red in Metropolis
- Jet Black in Cowboy Bebop - Il film
- Robert Stevenson in Steamboy
- Lord Malizia in Biancaneve - E vissero felici e contenti
- Giudice in Otto notti di follie
- Montgomery Burns ne I Simpson - Il film
- Grande Enciclopodo in Futurama - Nell'immenso verde profondo

### Serie televisive
- James Rebhorn in White Collar
- Ned Beatty in Homicide
- Michael Gaston in The Mentalist
- Kenneth Welsh ne I segreti di Twin Peaks
- Tony Amendola in Stargate SG-1
- Ian McElhinney ne Il Trono di Spade
- Milton Moraes in Agua Viva
- Cecil Thiré in Potere
- Rogério Màrcico in Giungla di cemento
- Sigmar Solbach in La clinica tra i monti

#### Serie animate
- Montgomery Burns (st. 1+) ne I Simpson  e I Griffin
- Clyde, Dum Dum, Snoozy e Zippy ne Le avventure di Penelope Pitstop
- Dottor Yumi, Generale Nero (2ª voce) e dottor Kenzo Kabuto (2ª voce) ne Il Grande Mazinga[2]
- Sicario di Vega, Zuril (epp. 26-51) e dott. Procton (ep. 51) in Atlas UFO Robot
- Testa del Presidente Truman, Enciclopode e personaggi vari in Futurama
- Dio e Zenon in Mao Dante
- Collezionista e personaggi vari in Bonkers gatto combinaguai
- Babbo Natale e personaggi vari in South Park (doppiaggio SEFIT-CDC)
- Pops in Johnny Bravo
- T'Phai in Roughnecks: Starship Troopers Chronicles
- Capitan America in Capitan America
- Sam in Hanna & Barbera Robot
- Orkos ne Il principe di Atlantide
- Hudson in Gargoyles - Il risveglio degli eroi
- Imperatore di Malon in Lupin, l'incorreggibile Lupin
- Alcuni personaggi in The Jackson 5ive (La Serie Aniamata)
- Voce delle anticipazioni in Daitarn 3 (edizione Dynamic)
- Dottor Londes in Cowboy Bebop
- Ruse Loose (ep.1) e Dottore (ep.18) in Trigun
- Barista in Cowboy Bebop
- Capitan America in Capitan America
- Contadino Tom Griggs ne Le avventure del bosco piccolo[3]
- Bt’x in B't X - Cavalieri alati
- Dirigente scolastico in Great Teacher Onizuka

### Videogiochi
- Clovis in Blade Runner[4]

## Radio
- Sherlock Holmes: Uno studio in rosso – radiodramma (1999)
- 102 minuti a Ground Zero – radiodramma (Rai Radio 2, 2002)
- Stefano Garian in Diabolik - Il re del terrore, regia di Arturo Villone – radiodramma (2002)
- Principe Alberto I di Monaco e preside della scuola di Leida in Mata Hari  – radiodramma (Rai Radio 2, 2003)
- Roy in Blade Runner, cacciatore di androidi  – radiodramma (Rai Radio 2, 2003)
- Ardito Desio in K2: l'assalto finale – radiodramma (Rai Radio 2, 2004)

## Riconoscimenti
La Musa d'Oro 2024: Premio alla carriera